# Reserva Extrativista Auatí-Paraná
Reserva Extrativista Auatí-Paraná är ett naturreservat i Brasilien.   Det ligger i kommunen Maraã och delstaten Amazonas, i den nordvästra delen av landet, 2 500 km nordväst om huvudstaden Brasília. Reserva Extrativista Auatí-Paraná ligger vid sjön Lago Maraã.
I omgivningarna runt Reserva Extrativista Auatí-Paraná växer i huvudsak städsegrön lövskog. Trakten runt Reserva Extrativista Auatí-Paraná är nära nog obefolkad, med mindre än två invånare per kvadratkilometer.